# Harcelés
Pour plus de détails, voir Fiche technique et Distribution.
Harcelés (Lakeview Terrace) est un film américain réalisé par Neil LaBute, sorti le 19 septembre 2008 aux États-Unis, le 1er octobre 2008 en France et le 10 décembre 2008 en Belgique.

## Synopsis
Chris, un blanc, et Lisa, une noire, forment un jeune couple mixte. Ils emménagent à Lakeview Terrace (en) dans la banlieue nord de Los Angeles en Californie. La rencontre d'un de leurs voisins Abel Turner (Samuel L. Jackson), policier zélé faisant la loi dans le quartier, ouvertement raciste et voyant d'un mauvais œil les relations entre Blancs et Noirs, va perturber leur existence jusque-là paisible. Le policier se fait de plus en plus oppressant voire menaçant, et l'étau du harcèlement se referme inexorablement sur le jeune couple.

## Fiche technique
- Titre : Harcelés
- Titre original : Lakeview Terrace
- Réalisation : Neil LaBute
- Scénario : David Loughery et Howard Korder
- Décors : Bruton Jones
- Costumes : Lynette Meyer
- Photographie : Rogier Stoffers
- Montage : Joel Plotch
- Musique : Jeff et Mychael Danna
- Production : Jeffrey Graup, James Lassiter, David Loughery et Will Smith
- Distribution : Sony Pictures Releasing France, Screen Gems (États-Unis)
- Pays d'origine : États-Unis
- Langue : Anglais
- Format : Couleurs - 2,35:1 - Dolby Digital - 35 mm
- Durée : 110 minutes
- Budget : 20 millions de dollars
- Genre : Thriller
- Dates de sortie :
  - 19 septembre 2008 (Amérique du Nord)
  - 1er octobre 2008 en  France

## Distribution
- Samuel L. Jackson (VF : Thierry Desroses) : Abel Turner
- Patrick Wilson (VF : Damien Ferrette) : Chris Mattson
- Kerry Washington (VF : Cathy Diraison) : Lisa Mattson
- Ron Glass : Harold Perreau
- Justin Chambers : Donnie Eaton
- Jay Hernandez (VF : Didier Cherbuy) : Javier Villareal
- Regine Nehy (VF : Léopoldine Serre) : Celia Turner
- Jaishon Fisher : Marcus Turner
- Robert Pine : Capitaine Wentworth
- Keith Loneker : (VF :  Gilles Morvan) : Clarence Darlington
- Caleeb Pinkett : Damon Richards
- Robert Dahey : Jung Lee Pak
- Ho-Jung : Sang Hee Pak

Doublage
- Studios : Les Studios de Saint-Ouen
- Direction artistique : Michel Derain
- Adaptation : A. Delahaye
- Mixage : N. Naghibi

Source: carton de doublage sur Netflix